# Edgar Manutscharjan
Edgar Manutscharjan (armenisch Էդգար Մանուչարյան, englisch Edgar Manucharyan; * 19. Januar 1987 in Jerewan, Armenische SSR, Sowjetunion) ist ein armenischer Fußballspieler.

## Verein

### Ajax Amsterdam
Bereits Anfang Dezember 2004 kam Manutscharjan als Probespieler zum niederländischen Fußballverein Ajax Amsterdam. In einem Testspiel gegen den FC Barcelona am 14. Dezember 2004 in der spanischen Stadt Elche, verletzte sich Manutscharjan an seinem Fuß. Eine spätere medizinische Untersuchung ergab, dass er einen Bruch des Mittelfußknochens im rechten Fuß erlitten hatte. Am selben Tag wurde er vom armenischen Fußballverband zum Spieler des Jahres 2004 ernannt. Aufgrund der Verletzung erhielt der Armenier keinen Vertrag bei Ajax. Das passierte aber im Juni 2005, als er für 100.000 Dollar zu den Amsterdamern wechselte. Am 18. September 2005 debütierte er im Spiel gegen den AZ Alkmaar. Insgesamt stand er viermal in der Eredivisie für Ajax Amsterdam auf dem Platz. In der darauffolgenden Saison wurde er aufgrund von Verletzungen meistens in der zweiten Mannschaft, der Jong Ajax, eingesetzt. Die Saison 2007/08 konnte der Armenier kein einziges Spiel für Ajax absolvieren, so dass Manutscharjan im März 2008 den Wunsch äußerste den Verein zu verlassen.

### Haarlem und Apeldoorn
Am 6. August 2009 wurde er an den HFC Haarlem verliehen. Gleich am Tag darauf gab er sein Debüt. In den folgenden sechs Monaten erzielte er sechs Tore in siebzehn Spielen. Am 25. Januar 2010 erklärte sich der Verein für insolvent und Manutscharjan kehrte zu Ajax zurück. Am 3. Februar wurde er dann an AGOVV Apeldoorn ausgeliehen, welche vom ehemaligen Ajax Spieler John van den Brom trainiert wurden. Gleich in seinem ersten Spiel erzielte er ein Tor.

### Rückkehr nach Jerewan
Im Juli 2010 wurde sein bis 2011 gültiger Vertrag mit Ajax aufgelöst. Dies geschah in beiderseitigem Einvernehmen. Er wechselte daraufhin zu seinem ehemaligen Club FC Pjunik Jerewan zurück, wo er einen Sechsmonatsvertrag unterzeichnete. In der Saison 2010 erzielte er fünf Tore für Jerewan und gewann mit der Mannschaft die armenische Meisterschaft. Am Ende der Saison unterzeichnete er einen Drei-Jahres-Vertrag mit Pjunik. Mitte August 2011 wurde er für ein Jahr den russischen Verein Ural Jekaterinburg ausgeliehen. Gleich in seinen ersten fünf Spielen, erzielte der drei Tore.

### Ural Jekaterinburg
Nach seiner Leihe wechselte er am 17. Juli 2012 zum FK Ural.

## Nationalmannschaft
Für die armenische Nationalmannschaft spielte Manutscharjan von 2004 bis 2017 insgesamt 53 Mal und erzielte dabei neun Tore.